# Нев'янськіт
Нев'янськіт — дискредитований мінерал, інтерметалічна сполука координаційної будови.

## Загальний опис
Хімічна формула:  (Ir, Os)3; Ir>Os. Містить (в %, Нев'янське родовище, Урал): Ir — 55,24; Os — 27,32. Домішки: Pt(10,08), Ru (5,85), Rh (1,51), Au (сліди), Fe(сліди).
Сингонія гексагональна.
Форми виділення: пластинчасті кристали, обкатані зерна в платиноносних розсипах.
Густина 17-21.
Твердість 6-7.
Колір олов'яно-білий.
Риса сіра. Непрозорий.
Злам нерівний.
Зустрічається в ультраосновних вивержених гірських породах разом з мінералами гр. платини, хромшпінелідами, сульфідами. Відомий також у гідротермальних кварцових золотоносних жилах. Рідкісний.
За назвою міста Нев'янська (Середній Урал), W.K.Haidinger, 1845.
Синонім: осмірид, іридосмін.

## Різновиди
Розрізняють:
- нев'янськіт платинистий (різновид нев'янськіту, який містить до 10 % Pt);
- нев'янськіт родіїстий (різновид нев'янськіту, який містить до 12 % Rh);
- нев'янськіт рутеніїстий (різновид нев'янськіту, який містить до 14 % Ru).